# Mel Tormé
Melvin Howard Tormé, noto come Mel Tormé (Chicago, 13 settembre 1925 – Los Angeles, 5 giugno 1999), è stato un cantante e musicista statunitense.

## Biografia
Dotato di una voce duttile ed elegante, dal timbro vellutato, è stato uno dei più grandi cantanti jazz dello scorso secolo, specializzato soprattutto nello scat. Nella sua prestigiosa carriera è stato anche compositore, arrangiatore, percussionista, attore radiofonico, cinematografico, personaggio televisivo e autore di cinque libri. Ha scritto con Bob Wells la classica  "The Christmas Song" (nota anche come "Chestnuts Roasting on an Open Fire").

## Discografia
Coral Records
- 1955 Musical Sounds are the Best Songs

Bethlehem Records
- 1955 It's a Blue World
- 1956 Mel Tormé and the Marty Paich Dek-Tette
- 1956 Songs For Any Taste
- 1956 Mel Tormé Sings Fred Astaire
- 1957 Mel Tormé at the Crescendo
- 1957 Mel Tormé's California Suite

Verve Records
- 1958 Torme
- 1959 ¡Olé Tormé!: Mel Tormé Goes South of the Border with Billy May
- 1959 Back in Town
- 1960 Mel Tormé Swings Shubert Alley
- 1960 Swingin' On the Moon
- 1960 Broadway, Right Now!
- 1960 I Dig the Duke! I Dig the Count!
- 1961 My Kind of Music

Atlantic Records
- 1962 Mel Tormé at the Red Hill
- 1962 Comin' Home Baby!
- 1963 Mel Tormé Sings Sunday in New York & Other Songs About New York
- 1975 Mel Tormé live at the Maisonette

Capitol Records
- 1969 A Time for Us (Love Theme From Romeo & Juliet)
- 1969 Raindrops Keep Fallin' on My Head

Concord Records
- 1982 An Evening with George Shearing & Mel Tormé
- 1983 Top Drawer
- 1983 An Evening at Charlie's
- 1985 An Elegant Evening
- 1986 Mel Tormé, Rob McConnell and the Boss Brass
- 1987 A Vintage Year
- 1988 Mel Tormé and the Marty Paich Dektette - Reunion
- 1988 Mel Tormé and the Marty Paich Dektette - In Concert Tokyo
- 1990 Night at the Concord Pavilion
- 1990 Mel and George "Do" World War II
- 1990 Mel Tormé live at the Fujitsu-Concord Festival 1990
- 1992 Nothing Without You
- 1992 Sing Sing Sing
- 1994 A Tribute to Bing Crosby
- 1995 Velvet & Brass
- 1996 An Evening with Mel Tormé
- 2002 Mel Tormé Live at the Playboy Jazz Festival (recorded 1993)
- 2005 The Classic Concert Live (recorded 1982)

Telarc Jazz Records
- 1992 Christmas Songs
- 1993 The Great American Songbook: Live at Michael's Pub

## Filmografia
- Il denaro non è tutto (Higher and Higher), regia di Tim Whelan (1943)
- Caccia al fantasma (Ghost Catchers), regia di Edward F. Cline (1944)
- Pardon My Rhythm, regia di Felix E. Feist (1944)
- Resisting Enemy Interrogation (1944) (documentario)
- Let's Go Steady, regia di Del Lord (1945)
- Donnine d'America (Junior Miss), regia di George Seaton (1945)
- Janie Gets Married, regia di Vincent Sherman (1946)
- Good News, regia di Charles Walters (1947)
- Parole e musica (Words and Music), regia di Norman Taurog (1948)
- La duchessa dell'Idaho (Duchess of Idaho), regia di Robert Z. Leonard (1950)
- La piovra nera (The Fearmakers), regia di Jacques Tourneur (1958)
- Corruzione nella città (The Big Operator), regia di Charles F. Haas (1959)
- Girls Town, regia di Charles F. Haas (1959)
- I draghi del West (Walk Like a Dragon), regia di James Clavell (1960)
- The Private Lives of Adam and Eve, regia di Mickey Rooney e Albert Zugsmith (1960)
- Jerry 8¾ (The Patsy), regia di Jerry Lewis (1964) (Cameo)
- A Man Called Adam (1966) (Cameo)
- I giorni di Bryan (Run for Your Life) - serie TV, episodio 3x04 (1967)
- Il virginiano (The Virginian) – serie TV, episodio 6x24 (1968)
- Land of No Return (1978)
- Artie Shaw: Time Is All You've Got (1985) (documentario)
- La notte del papero vivente (1988) (voce)
- Una pallottola spuntata 2½: l'odore della paura (The Naked Gun 2½: The Smell of Fear), regia di David Zucker (1991) (Cameo)